# Aomori
Aomori (japanisch 青森市 Aomori-shiⓘ, dt. „[kreisfreie] Stadt Aomori“ bzw. „Stadt des blauen/grünen Waldes“; englisch Aomori City/City of Aomori/Aomori, Aomori) ist eine Großstadt, ein Seehafen und Verwaltungssitz der gleichnamigen Präfektur Aomori (Aomori-ken) an der Nordspitze von Honshū, der Hauptinsel von Japan. Aomori liegt an der Bucht von Aomori.
Holzwirtschaft und Fischerei sind die bestimmenden Wirtschaftsfaktoren von Aomori.

## Geschichte
Vor der Edo-Zeit befand sich hier das Dorf Utō (善知鳥村, -mura). Auf Geheiß des Daimyō von Hirosaki, Tsugaru Nobuhiro, wird ein Hafen eröffnet und der Emishi-Name des Dorfes in den japanischen Aomori geändert. Einige Historiker wiederum vermuten, dass das Dorf Utō bis ins späte 18. Jahrhundert existierte und dann Teil von Aomori wurde.
Die Ernennung zur Machi erfolgte am 1. April 1889 und zur Shi am 1. April 1898.
Im Rahmen des Zweiten Weltkriegs wurde die Stadt am 28. Mai 1945 durch die United States Army Air Forces (USAAF) mit Napalmbomben bombardiert. Der Angriff zerstörte rund 88 % des Stadtgebietes und forderte 1.016 Tote. Durch den Angriff wurden 18.045 Gebäude der Stadt niedergebrannt (siehe Luftangriffe auf Japan).

## Sehenswürdigkeiten
- Asamushi-Onsen (Heiße Quelle)
- Archäologische Fundstätte Sannai-Maruyama mit Funden aus der Jōmon-Zeit
- Shōwa-Daibutsu: eine 21,35 m hohe Statue des Buddha Vairocana

## Verkehr
- Flughafen Aomori
- Straße:
  - Nationalstraße 4: nach Tokio
  - Nationalstraße 7: nach Niigata
  - Nationalstraße 101, 103, 280, 394
- Zug:
  - JR Tōhoku-Shinkansen: Hochgeschwindigkeitszug nach Tokio (seit 2010)
  - JR Tōhoku-Hauptlinie: nach Ueno
  - JR Ōu-Hauptlinie: nach Akita, Yamagata und Fukushima
  - JR Tsugaru-Linie

Aomoris Hafen ist durch eine Eisenbahnfähre und den Seikan-Tunnel mit der Stadt Hakodate auf der Insel Hokkaidō verbunden.

## Söhne und Töchter der Stadt
- Noriko Awaya (1907–1999), Sängerin
- Takaharu Furukawa (* 1984), Bogenschütze und Olympionike
- Hiroki Iikura (* 1986), Fußballspieler
- Ibuki Kido (* 1997), Synchronsprecherin
- Keizō Miura (1904–2006), Skifahrer
- Yūichirō Miura (* 1932), Alpinist
- Kodai Naraoka (* 2001), Badmintonspieler
- Hitoshi Saitō (1961–2015), Judoka
- Kiyoshi Tanabe (* 1940), Boxer
- Akira Toda (* 1951), Komponist
- Takanosato Toshihide (1952–2011), Sumō-Ringer

## Städtepartnerschaften

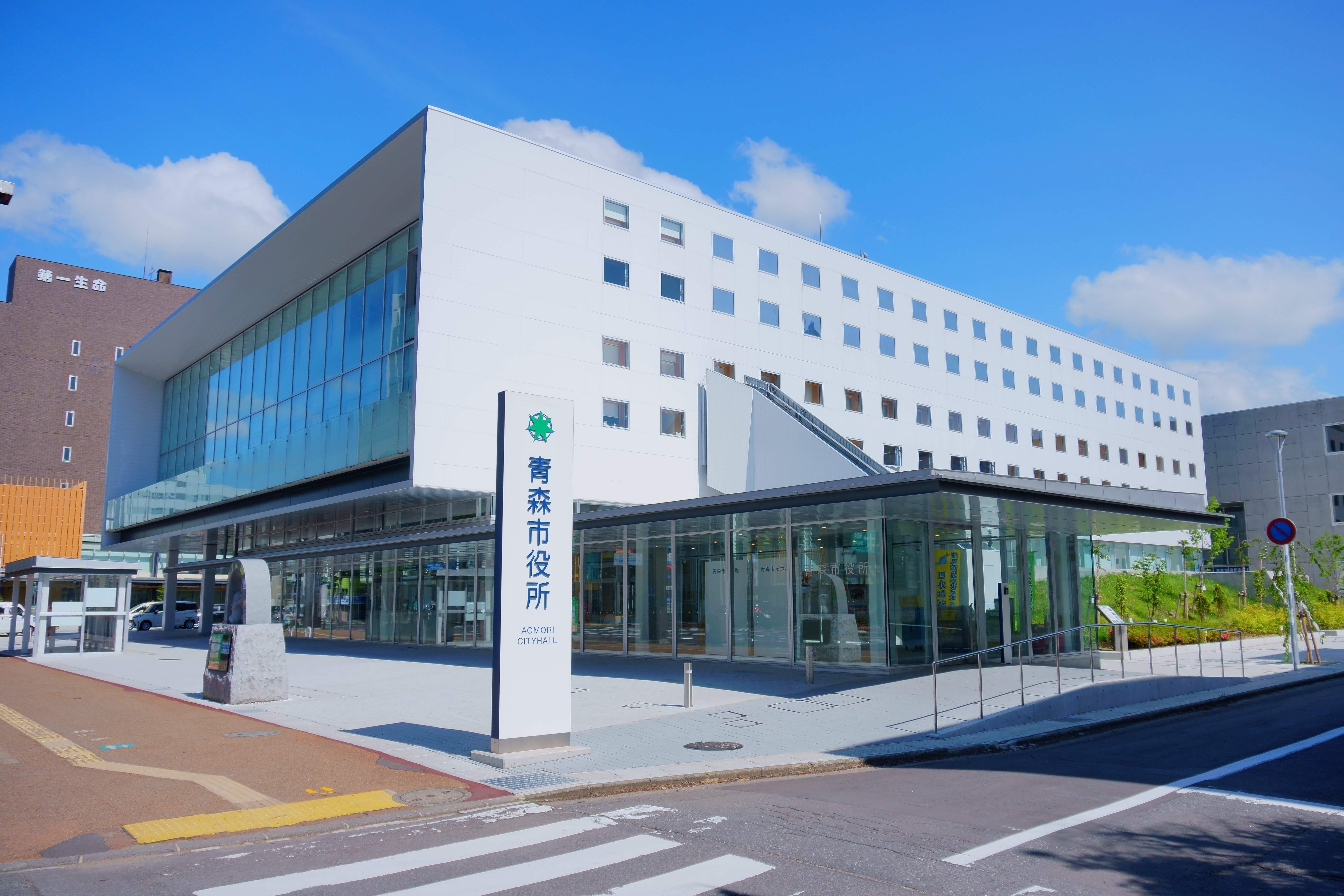
Rathaus

- Dalian
- Hakodate
- Kecskemét
- Pyeongtaek

## Angrenzende Städte und Gemeinden
- Kuroishi
- Hirakawa
- Towada
- Goshogawara